# Judy Buenoano
Judy Buenoano (született Judias Welty) (Quanah, Texas, 1943. április 4. – Starke, Florida, 1998. március 30.) amerikai szélhámos és fekete özvegy (sorozatgyilkos), akit három férfi megöléséért ítéltek el. A nő megmérgezte férjét, partnerét és a barátját, majd vízbe fojtotta a saját fiát. Az asszony egy sor biztosítási csalást is elkövetett. Ő volt a harmadik nő, akit a halálbüntetés 1976-os visszaállítása óta az Amerikai Egyesült Államokban kivégeztek.

## Élete
Judias Welty 1943. április 4-én született a texasi Quanah-ban. Gyermekkora szörnyű volt. Édesanyja korán meghalt, mostohája és az apja pedig verték őt. A lány hamar javítóintézetbe került.
1971-ben férjhez ment James Goodyearhöz, aki őrmesterként szolgált az Egyesült Államok légi erejénél. A házasság azonban egy évig sem tartott, ugyanis a kapzsi Judias arzénnal megölte a férjét. A biztosítótársaság természetes halálként könyvelte el az esetet, és az önkéntes özvegy bezsebelhette a biztosítási pénzt.
A gyilkos 1973-ban viszonyt kezdett egy Bobby Joe Morris nevű férfival. Bár sosem voltak házasok, a nő felvette a Judy Morris nevet. 1978 januárjában megmérgezte partnerét, majd a biztosítási pénzzel továbbállt. Még ebben az évben felvette a Buenoano (spanyolul „jó év”) nevet.
1979-ben megmérgezte 18 éves fiát, Michaelt. A fiú jelentkezett a hadseregbe, ahol lebénult, és le kellett szerelni. A titokzatos bénulás miatt a fiú lábára 8 kg-nyi merevítőt szereltek. Judy egy nap kenutúrára vitte a fiát, ahol beborította a csónakot és hagyta, hogy a merevítők lehúzzák a fiát. Ő kiúszott a partra, és végignézte, ahogy a fia vízbe fullad.
1983-ban veszélyes vállalkozásba fogott. Elhatározta, hogy felrobbantja barátja, John Gentry autóját. A robbanás megtörtént, de Gentry nem halt meg, kórházba szállították. A rendőrségnek azonban gyanús lett az eset, és kutakodni kezdtek Judy múltjában. Négy rejtélyes halálesetre is bukkantak. A nyomozók elrendelték Buenoano férjének, fiának, barátjának és partnerének az exhumálását.
A bíróságnak 2-3 évre volt szüksége, de végül minden vádpontban (köztük a biztosítási csalás bűnében is) bűnösnek találták Mrs. Buenoanót. James Goodyear, Bobby Joe Morris és Micheal Buenoano megöléséért halálra ítélték, a John Gentry elleni gyilkossági kísérletért pedig 12 év börtönre ítélték. Emellett elítélték több biztosítási csalással egybekötött gyújtogatásért is.
A floridai Broward siralomházban tartották fogva, mielőtt 1998. március 30-án villamosszékben kivégezték.